# プリズン・ブレイクの登場人物

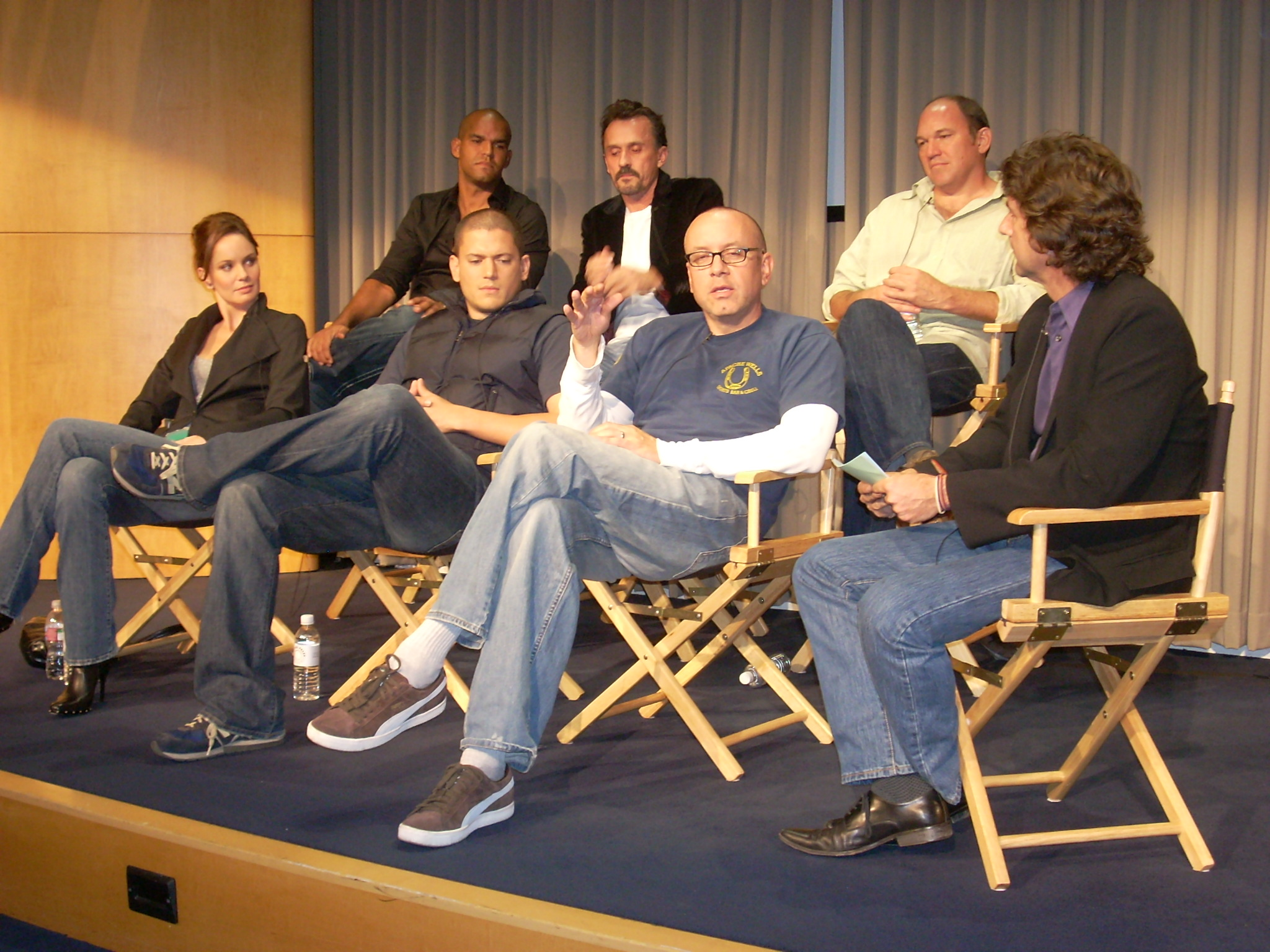
Cast members of Prison Break: Amaury Nolasco, Robert Knepper, Wade Williams, Sarah Wayne Callies, Wentworth Miller with executive producer Matt Olmstead

プリズン・ブレイクの登場人物（プリズン・ブレイクのとうじょうじんぶつ）は、テレビドラマ『プリズン・ブレイク』の登場人物の一覧。

## 主人公とその家族
マイケル・スコフィールド
演 - ウェントワース・ミラー、日本語吹替 - 東地宏樹
登場：シーズン1,01 -
元建築技術者。陰謀により死刑執行を待つしかなくなった無実の兄リンカーンを助けるために行動を開始する。そのために全身に刑務所の地図を模したタトゥーを入れている。銀行強盗をして捕まり刑務所内へ潜入。脱獄、国外逃亡までの緻密な計画を立てる。刑期は5年。
「潜在制止の機能障害」（low-latent inhibition）という脳の先天障害と、200近いIQが組み合わさったことで生まれた天才。またその副作用として、自分のことより他人の幸せを第一に考えるパーソナリティが育まれている。
リンカーン・バローズ
演 - ドミニク・パーセル、日本語吹替 - 江川央生
登場：シーズン1,01 -
マイケルの兄。喧嘩っぱやく直情的だが弟や息子との絆を大切にしている。副大統領の弟ステッドマン殺害を命じられ、思いとどまるも、カンパニーの工作により逮捕。殺人容疑で死刑を言い渡される。親しい人からはリンカーンの愛称「リンク」で呼ばれ、刑務所内では「リンク・ザ・シンク」（何でも武器にする程凶暴な男の意）の通り名で一目置かれている。
サラ・タンクレディ
演 - サラ・ウェイン・キャリーズ、日本語吹替 - 本田貴子
登場：シーズン1,01 -
州知事の愛娘で、フォックスリバー刑務所の女性医師。友人の少ない、孤独を好む女性。元薬物中毒者という過去を持つも、医師という仕事に誇りを持ち、暴徒に見舞われても、相手が囚人だろうと決して軽んじることなく勤勉に仕事をこなす。マイケルの診察を担当、やがて互いに惹かれあうようになる。ベリックに誘われてフォックスリバーに来た。
その後、マイケルと結婚して息子をもうける。
マイク・スコフィールド
演 - クリスチャン・マイケル・クーパー (Christian Michael Cooper)、日本語吹替 - 大和田仁美
登場：シーズン5
マイケルとサラの一人息子。幼いながら「暗号の絵」を描くなど、マイケルの天才的な頭脳のDNAを受け継いだ片鱗を見せている。

## 主要人物
フェルナンド・スクレ
演 - アマウリー・ノラスコ、日本語吹替 - 西凜太朗
登場：シーズン1,01 -
気のいいプエルトリコ人。刑期は5年。マイケルの同房者であり、かつ親友。酒屋に強盗に入ったところを現行犯逮捕。マイケルに協力者になると認められる。しかし、当初はマイケルの脱獄計画を迷惑だと思い関わりを拒むも、自分の子を妊娠している恋人の心変わりを恐れ、16か月後の仮釈放が待ちきれずに参加する。
シーズン5では船員として働きながら世界中を周っている。
ベンジャミン・マイルズ・フランクリン
演 - ロックモンド・ダンバー、日本語吹替 - 武虎
登場：シーズン1,02 - 4,22 / 5,01 -
刑務所内でさまざまな物を調達する黒人集団の一人。入所前はイラク駐留陸軍の軍人だったが、その際米軍による捕虜虐待を目の当たりにし、公表しようとした。しかし、その強い正義感が災いし不名誉除隊処分に。やむなく違法行為に手を染め、盗品所持の罪で逮捕されてしまう。刑期は8年。家族にはまだイラクに駐留していると嘘をつき続けている。マイケルから調達を頼まれていくうちに脱獄計画に気づいて無理やり参加した。
シーズン5ではイスラム教に改宗し、中東和平の一助となるべくイスラム教関連施設で働いている。
通称のシーノートは同名の偉人ベンジャミン・フランクリンが描かれた100ドル紙幣の通称（センチュリー・ノート、Century Notes）。
セオドア・"ティーバッグ"・バッグウェル
演 - ロバート・ネッパー、日本語吹替 - 若本規夫
登場：シーズン1,02 -
幼女と少年6人をレイプし殺害して終身刑となり服役。殺害後にレイプしたこともあるという。サディスティックな両性愛者で、目的の為にはどんな犠牲も厭わぬ危険な性格。何度となく危機に陥るが、持ち前の狡猾さと悪運で生き延びる。
通称のティーバッグ（T-bag）は、本名のセオドア・バッグウェル（Theodore Bagwell）と、オーラルセックスの一種であるティーバッギング（Teabagging）を掛けたダブルミーニングである。
本作の主要制作者が関わった、A&E ネットワークで放送された『ブレイクアウト・キング』にも脱獄囚として登場している。
シーズン5ではフォックスリバー刑務所から仮釈放され、リンカーンにマイケルの生存を知らせる。
ブラッド・ベリック
演 - ウェイド・ウィリアムズ、日本語吹替 - 林一夫
登場：シーズン1,01 - 4,09 (4,10)
フォックスリバー刑務所刑務長で、所内の実質的な管理者。マフィアから賄賂を受けたり囚人に対し虐待を行うなど陰で違法行為をしている。マイケルに対し、入所当時から目を着けていて、痛めつけることもある。独身で母親と二人暮らし。
ポール・ケラーマン
演 - ポール・アデルスタイン、日本語吹替 - 内田聡明
登場：シーズン1,01 - 4,22 / 5,01 - 5,08
レイノルズ副大統領の専属として15年付き従う、シークレットサービスのエージェント。実直に彼女に仕え、命令を受けてベロニカたちの命を狙うも失敗続きの為、その地位が危ぶまれる。表向きの顔としてオーウェン・クラベッキという偽名を使い、干し肉（バッファロー）の加工食品の地方販売部長だと名乗っている。10歳年下の妹がいる。
シーズン5では国務省の職員として登場する。
アレクサンダー・マホーン
演 - ウィリアム・フィクナー、日本語吹替 - 横島亘
登場：シーズン2,01 - ファイナル・ブレイク後編
脱獄犯「フォックスリバー8」追跡捜査の指揮を執るFBIの敏腕捜査官。マイケルに比肩する天才。十分な裏付けをとらずに捜査の方向性を決定する性格を問題視されるが、その判断は鋭く間違いがない。オスカー・シェールズを殺害してから幻覚に悩まされて、バラトリールといわれる精神安定剤を常用している。

## 政府関係者

### 協力者
アルド・バローズ
演 - アンソニー・ジョン・デニソン、日本語吹替 - 佐々木敏
登場：シーズン1,15 - 2,12
リンカーン、マイケルら兄弟の父。酒浸りで家族を捨てたと思われていたが、その正体はカンパニーの元重役。裏切り者として組織に命を狙われており、家族を巻き込まない為にその姿を隠していた。マホーンに撃たれる。
フランク・タンクレディ
演 - ジョン・ハード、日本語吹替 - 宗矢樹頼
登場：シーズン1,06 - 2,11
サラの父。イリノイ州知事。彼女とは距離を置いているもののその実彼女を心から愛している。政府に消される。
ブルース・ベネット
演 - ウィルバー・フィッツジェラルド (Wilbur Fitzgerald)、日本語吹替 - 側見民雄
登場：シーズン2,05 - 4,03
タンクレディ知事の友人で、サラとは幼い頃からの知り合い。父が多忙だった彼女にとっては実の親のような存在だった。
ジェーン・フィリップス
演 - クリスティン・リーマン、日本語吹替 - 幸田夏穂
登場：シーズン2,10 - 2,11 (2,18)
マイケルの父の同志。
クーパー・グリーン
演 - ケヴィン・ダン、日本語吹替 -
登場：シーズン2,18 - 2,19
元副司法長官。マイケルの父の同志。
ジャスパー・ポッツ
演 - トロイ・ラプタシュ (Troy Ruptash)、日本語吹替 - 勝沼紀義
登場：シーズン4,02 - 4,04
元カンパニー工作員。自動車ディーラーの仕事をしている。セルフとは旧知の仲で、渋々彼に協力する。

### FBI捜査官
フェリシア・ラング
演 - バーバラ・イブ・ハリス、日本語吹替 - 村上あかね
登場：シーズン2,03 - ファイナル・ブレイク前編
FBI捜査官。マホーンの部下で、彼を真に慕っている。
ウィーラー
演 - ジェイソン・デイビス (Jason Davis)、日本語吹替 - 芦澤孝臣
登場：シーズン2,01 - 4,15
FBI捜査官。マホーンの部下。サリンズに協力する。
リチャード・サリンズ
演 - キム・コーツ、日本語吹替 - 中博史
登場：シーズン2,08 - ファイナル・ブレイク前編
FBI内部捜査官。マホーンに疑惑を抱き彼を調査している。
トッド・ウィートリー
演 - クリス・ブルーノ、日本語吹替 - 咲野俊介
登場：ファイナル・ブレイク前編・後編
FBI捜査官。サラの脱獄幇助を阻止しようと躍起になる。

### DHS関係者
ドナルド・セルフ
演 - マイケル・ラパポート、日本語吹替 - 横堀悦夫
登場：シーズン4,01 - 4.22
カンパニー殲滅を目論むDHSエージェント。マイケルらの懲役を免除する代償として、彼らに「スキュラ」の奪還を求める。幾度となく彼らと衝突を繰り返すが、ともに窮地を潜り抜けることでその友情は深まって行く。
ハーブ・スタントン
演 - マイケル・オニール、日本語吹替 - 広田みのる
登場：シーズン4,03 - 4,13
セルフの上司で、彼の作戦を疎む。
ミリアム・ホルツ
演 - シャノン・ルシオ、日本語吹替 - 武田華
登場：シーズン4,04 - 4,12 (4,13)
セルフの部下。GATE社にトリシェインの名で受付嬢として潜入。

### CIA関係者
ジェイコブ・ネス
演 - マーク・フォイアスタイン、日本語吹替 - 咲野俊介
登場：シーズン5
サラの夫。イサカ大学の教授。正体はCIA内部の極秘組織「21ボイド」の「ポセイドン」。
A&W
演 - マリーナ・ベネディクト、日本語吹替 - 鷄冠井美智子
登場：シーズン5
21ボイドのメンバー。本名は「エミリー」。元アメリカ国家安全保障局 (NSA) の職員。
バン・ゴッホ
演 - スティーブ・マウザキス、日本語吹替 - 河合みのる
登場：シーズン5
21ボイドのメンバー。
ハーラン・ゲインズ
演 - バークレー・ホープ、日本語吹替 -
登場：シーズン5,07
CIA副長官。21ボイドの調査をしていたが、4年前ポセイドンに射殺される。
ロバート
演 - ケン・トレンブレット (Ken Tremblett)、日本語吹替 -
登場：シーズン5,09
CIA長官。

### 国務省関係者
ヘンリー・キシダ
演 - カーティス・ラム (Curtis Lum)、日本語吹替 -
登場：シーズン5,02 / 5,04 / 5,06 - 5,07
調査官。
グレース
演 - ロクサーヌ・フェルナンデス (Roxanne Fernandes)、日本語吹替 - 弘松芹香
登場：シーズン5,04
国務省の入口の警備員。
グロリア・ロックハート
演 - ルチア・ウォルターズ (Lucia Walters)、日本語吹替 -
登場：シーズン5,06
職員。ヘンリーの上司。

### 陰謀関係者
キャロライン・レイノルズ
演 - パトリシア・ウェティグ、日本語吹替 - 鈴木弘子
登場：シーズン1,02 - 2,19
合衆国副大統領。リンカーンに殺されたとされるテレンス・ステッドマンの姉。莫大な支援金を武器に次期大統領選に出馬を表明、その裏で計画の支障となり得る人々の殺害を命じる。
テレンス・ステッドマン
演 - ジョン・ビリングズリー (S1)／ジェフ・ペリー (S2)、日本語吹替 - 園江治
登場：シーズン1,16 - 2,14 (2,19)
副大統領の弟で、新エネルギー開発企業エコフィールド社社長。不正経理で近々起訴されるという噂があった。リンカーンが殺したとされていたが、人里離れた豪邸で幽閉されながら生きていた。
ダニエル・ヘイル
演 - ダニー・マカーシー、日本語吹替 - 武虎
登場：シーズン1,01 - 1,16
シークレットサービスのエージェント。ケラーマンの部下であり学生時代からの友人。彼の残忍な態度と現在の職務に疑問を抱く。妻子あり。
クイン
演 - マイケル・ガストン、日本語吹替 - 金子由之
登場：シーズン1,10 - 1,11 (1,17)
レイノルズがベロニカらの暗殺の為放ったCIAのエージェント。
サマンサ・ブリンカー
演 - ミシェル・フォーブス、日本語吹替 - 悠渚佳代
登場：シーズン1,13 - 1,22
ケラーマンやレイノルズ副大統領と共に活動しているカンパニーの女性工作員。
ボー
演 - ジェイソン・ウェルズ、日本語吹替 -
登場：シーズン1,03 - 1,16
リンカーンの借金を肩代わりする代わりに彼にステッドマン暗殺を命じる。
ビル・キム
演 - レジー・リー、日本語吹替 - 上城龍也
登場：シーズン2,05 - 2,22
アジア系の男。ウェストポイント（陸軍士官学校）出身。表向きはシークレットサービスのエージェントだが陰謀の関係者であり、計画に支障をきたす人物をケラ－マンやマホ－ンに命じて殺させている。
ジョナサン・クランツ
演 - レオン・ラッサム、日本語吹替 - 森山周一郎
登場：シーズン2,13 - ファイナル・ブレイク後編
アメリカ合衆国政府を裏で操るカンパニーの黒幕。名を呼ばれる事は少なく、将軍もしくは閣下と呼称される。会話を盗聴されないよう、筆談で指示を出したりもする。
グレッチェン・ルイーズ・モーガン
演 - ジョディ・リン・オキーフ、日本語吹替 - 山像かおり
登場：シーズン3,01 - ファイナル・ブレイク後編
ウィスラー脱獄計画の指揮を執り、リンカーンに計画を持ちかけた黒髪の女性。カンパニーの工作員で、リンカーンたちの前では"スーザン・B・アンソニー"を名乗る。数々の修羅場を潜り抜けてきた手練。
エリオット・パイク
演 - ジョン・S・デイビス、日本語吹替 -
登場：シーズン2,22 - 3,08
カンパニー工作員。グレッチェンの部下。
ワイアット・マシューソン
演 - クレス・ウィリアムズ、日本語吹替 - 藤真秀
登場：シーズン4,01 - 4,09
カンパニー工作員。大柄な黒人で、プロの暗殺者。合理主義者であり、任務遂行に必要とあらば子供でも平気で殺す冷血漢。
スチュアート・タクスホン
演 - スティーヴ・トム、日本語吹替 - 外谷勝由
登場：シーズン4,01 - 4,18
カンパニー工作員。スペクトロリアム社の社長でもあり、厳重な警備の豪邸に住む。スキュラの一つを託される。
リサ・タバック
演 - ステイシー・ハイダック、日本語吹替 - 東條加那子
登場：シーズン4,04 - 4,16
カンパニー工作員。トルコ領事エロル・タバックの妻で、クランツ将軍の娘。スキュラの一つを託される。
グリフィン・オーレン
演 - ショウン・デューク (Shaun Duke)、日本語吹替 - 梅津秀行
登場：シーズン4,05 - 4,17
カンパニー工作員。財務省のトップに立つ男。スキュラの一つを託される。
ナサニエル・エディソン
演 - ジョン・サンダーフォード (John Sanderford)、日本語吹替 - 間宮康弘
登場：シーズン4,06 - 4,08
カンパニー工作員。かなりのギャンブル好きで馬主。スキュラの一つを託される。
ハワード・スクデリ
演 - ジュード・チコレッラ、日本語吹替 - 向井修
登場：シーズン4,07 - 4,13
カンパニー工作員。アグリソウ社の社長でラオスに広大な農場を所有する。ベトナム戦争での傷により生殖能力を喪っている。スキュラの一つを託される。
ジェイソン・リーフ
演 - ジョン・ローゼンフィールド (John Rosenfeld)、日本語吹替 -
登場：シーズン4,01
スキュラをウィスラーに高値で売りつけようとする男。
フェン・ファン
演 - ロン・ユアン、日本語吹替 - 勝沼紀義
登場：シーズン4,04 - 4,12
アジア系犯罪組織に所属。コール・ファイファーとスキュラ売買の取引を進めていた。
シャン・シン
演 - クリント・ジャン (Clint Jung)、日本語吹替 -
登場：シーズン4,04
アジア系犯罪組織に所属。フェンの部下だったが、任務に失敗し始末される。
パトリック・ヴァイカン
演 - マーク・ペルグリノ、日本語吹替 -
登場：シーズン4,13 - 4,14
グレッチェンがセルフに紹介したスキュラの仲介人。
ヴィンセント・サンディンスキー
演 - アイヴァン・ブロガー (Ivar Brogger)、日本語吹替 -
登場：シーズン4,18 - 4,19
クリスティーナと連絡を交わし、エネルギー会議に出席するためマイアミへ来た男。
クリスティーナ・ローズ・スコフィールド
演 - キャスリーン・クインラン、日本語吹替 - 蓬萊照子
登場：シーズン4,16 - 4,22
スコフィールド兄弟の母。亡くなったとされている。元々はカンパニーの工作員だが、スキュラを巡りクランツ将軍と対立関係にある。マイケルにも劣らぬ頭脳で窮地を切り抜け、巧みに罠を仕掛けていく。
ジョー・ダニエルズ
演 - リッチモンド・アークエット、日本語吹替 -
登場：ファイナル・ブレイク前編・後編
クランツ将軍に頼まれてサラを狙った男。

## フォックスリバー刑務所

### 脱獄に参加した囚人
ジョン・アブルッチ
演 - ピーター・ストーメア、日本語吹替 - 小川真司
登場：シーズン1,01 - 2,04
囚人達に恐れられているマフィア「アブルッチファミリー」のボス。刑務長のベリックに賄賂を渡し、刑務作業全般を仕切っている。このことから刑務所の仕来りに詳しくマイケルに助言する。刑期は120年。自分が逮捕されるきっかけとなったマフィアの裏切り者フィバナッチの居場所を突き止めようと躍起になっており、その目的の為には手段を選ばない。
「フォックスリバー8」の一人として脱獄するが、逃亡中にフィバナッチを殺害しようとした所を、FBIと警察に取り囲まれ、刑務所に送り返されることを拒んで射殺される。
チャールズ・"ヘイワイヤー"・パトシック
演 - サイラス・ウィアー・ミッチェル、日本語吹替 - 下山吉光
登場：シーズン1,03 - 2,17 (3,04)
両親を殺害して服役した統合失調症の患者。その障害のため「まったく眠れない」症状を持ち、また常人にない鋭い直観、観察力を持つ。マイケルのタトゥーが刑務所の設計図だと見抜いた。刑期は60年。
「フォックスリバー8」の一人として脱獄するが、自動車に乗ろうとしたところをマイケル一味に裏切られる。その後は自転車などで逃亡していたが、鉄塔から飛び降りて死亡。
通称のヘイワイヤー（haywire）は干し草を束ねるために使われる細い針金のことで、転じて「混乱した、取り乱した」という口語上の意味がある。
デイビッド・"トゥイーナー"・アポルスキス
演 - レイン・ギャリソン、日本語吹替 - 大橋佳野人
登場：シーズン1,09 - 2,07
物語途中から登場するラップ好きの若者。軽い気持ちで盗んだトレーディングカードの中に時価30万ドルのプレミアカードが入っていたため、重窃盗罪で服役。刑期は5年。スリのテクニックを持つ。脱獄に参加した。
「フォックスリバー8」の一人として脱獄するが、一味を裏切っていたことからマイケルに別行動するよう言われる。その後、車で旅行を共にする同年代の少女と知り合うものの、悲恋に終わる。チャールズの隠し財産探しのために一味と合流するが、FBIのアレクサンダー・マホーンに確保される。FBIに協力して一味の居場所を教えることになるが、片思いの少女に会いに行き、マホーンの怒りを買ったために射殺される。
トゥイーナー（Tweener）は入所時にティーバッグに付けられた蔑称。"between"（間） の縮約語 "'tween" に "-er" が付いたスラングで、彼が白人なのに黒人文化に傾倒していることを揶揄している。
チャールズ・ウエストモアランド
演 - ミューズ・ワトソン、日本語吹替 - 西川幾雄
登場：シーズン1,01 - 1,22 (4,15)
長年模範囚として愛猫マリリンと暮らす温厚な囚人。盗難車で人身事故を起こし服役。大強盗「D.B.クーパー」ではないかと噂されているが本人は否定。長い刑務所生活で得た知恵にマイケルが助けられることも。可愛がっていた愛猫をブラッドリーに殺されたことから、マイケルに協力するようになる。その後、一人娘が食道ガンで余命数週間となり、娘が死ぬ前にどうしても会いたいとして計画に参加。 刑期は残り60年。
脱獄計画に参加するものの、脱獄前にブラッドリーと揉みあいになり腹部を刺されてしまい、脱獄時に医療室にて「隠し財産の場所」をマイケルに告げた後に死亡する。
マンチェ・サンチェス
演 - ジョセフ・ヌネズ、日本語吹替 - 櫛田泰道
登場：シーズン1,15 - 2,18
洗濯作業を担当する太った囚人。スクレの従兄弟で、若い頃から彼と悪さを繰り返していた。脱獄に参加するものの、診療室からのロープが重すぎる体重を支え切れずに落下し、刑務所の敷地内に落下して逃亡することなく捕まり、脱獄したメンバーの名前を吐かされる。
シーズン2では、ブラッドリーに脅されてマイケルの行く先について吐かされる。その後、待遇のよい刑務所に移送されている。

### 囚人
トランペッツ
演 - アンソニー・フレミング、日本語吹替 -
登場：シーズン1,02 - 2,15
白帽をかぶった黒人グループのリーダー格。シーノートとつるんでいるが後に天敵となる。
ガス・フィオレロ
演 - ピーター・リーンマン、日本語吹替 - 高橋研二
登場：シーズン1,03 - 1,10
アブルッチの子分のマフィア。屈強かつ凶暴。 刑期は10年。
クリストファー・トロキー
演 - ロバート・マイケル・ビュー、日本語吹替 -
登場：シーズン1,04 - 1,08
ティーバッグとつるんでいる囚人。麻薬所持の罪で収監。ギャングとのつながりを持っている為刑務作業に関わることを許されていない。刑期は36年。
セス・“チェリー”・ホフナー
演 - ブレイン・ホーガン、日本語吹替 -
登場：シーズン1,06 - 1,09
ティーバッグの性的対象とされた若者。盗難および誘拐の罪で収監。刑期は8年。マイケルに救いを求めるが計画を優先した彼に放置されたことで絶望して自殺する。この出来事はマイケルに強いショックを与える。
ボルツ・ジョンソン
演 - ダニエル・アラー (Daniel Allar)、日本語吹替 - 酒井敬幸
登場：シーズン1,17 - 2,14
通称“アボカド”。トゥイーナーを狙う同性愛者の大男。
バンクス
演 - レスター・スペイト、日本語吹替 -
登場：シーズン2,14
黒人グループのリーダー格の囚人。夜勤の刑務官にコネがある。

### 刑務所関係者
ヘンリー・ポープ
演 - ステイシー・キーチ、日本語吹替 - をはり万造
登場：シーズン1,01 - 2,17
フォックスリバー刑務所所長。愛妻家で人格者。基本的に規律には厳しいが、マイケルなどの気に入った者に対しては若干甘い。妻との40年の結婚記念日の贈り物としてタージ・マハルの模型を制作していて、マイケルにその手伝いを要求する。過去に不倫して隠し子がおり、これもマイケルに関わるトラブルの一員となったことがある。
ロイ・ウィリアム・ギアリー
演 - マット・デカロ、日本語吹替 - 中村浩太郎
登場：シーズン1,06 - 2,11
囚人から金品を巻き上げる強欲な刑務官。手癖も悪く、受刑者が入所前に預けた貴重品をくすねたりもする。
ルイス・パターソン
演 - フィリップ・エドワード・ヴァン・レア、日本語吹替 - 大橋佳野人
登場：シーズン1,01 - 2,13
フォックスリバー刑務所の黒人看守。既婚者だが、所長の秘書ベッキーと不倫関係にある。
キース・ストルティ
演 - クリスティアン・ストルティ、日本語吹替 - 駒谷昌男
登場：シーズン1,01 - 2,14
フォックスリバー刑務所看守。リンカーンの理解者で、逃亡者の身であるLJに電話することを許すなど、心優しい男性。妻子あり。
タイラー・ロバート・ハドソン
演 - マイケル・カドリッツ、日本語吹替 -
登場：シーズン1,06 - 1,07
通称ボブ。フォックスリバー刑務所の新人看守。暴動のどさくさの中でティーバッグに殺される。
ケイティ・ウェルチ
演 - デュション・モニーク・ブラウン、日本語吹替 - ちふゆ
登場：シーズン1,02 - 2,15
刑務所に勤める女性看護師。サラの助手であり、良き相談相手でもある。
ベッキー・クローズ
演 - ジェニファー・ジョアン・タイラー (Jennifer Joan Taylor)、日本語吹替 - 八木かおり
登場：シーズン1,04 - 1,22
ポープ所長の秘書。
エド・パベルカ
演 - ブランドン・スミス (Brandon Smith)、日本語吹替 -
登場：シーズン2,02 - 2,13
ポープ所長の後任。規則を絶対的に重視し、受刑者に便宜を図る事を許さない謹厳実直な性格。

## SONA刑務所

### 囚人
ルチェロ(ノーマン・セント・ジョン)
演 - ロバート・ウィズダム、日本語吹替 - 浦山迅
登場：シーズン3,01 - 3,13
SONAを牛耳る麻薬王。本名はノーマン・セント・ジョンだが、自分も他人も“ルチェロ”と呼んでいる。"Lechero"とは「牛乳配達人」の意。警察や弁護士など気に喰わない者を次々と殺害し、五回もの終身刑判決を受ける。嫉妬深い性格で、カリスマ性を持つマイケルに敵意を抱く。牛乳配達人を名乗って最初の殺人をしてから名乗っている。
サミー
演 - ローレンス・メイソン、日本語吹替 - 長松博史
登場：シーズン3,01 - 3,10
ルチェロの一番の手下。弱者から金品を巻き上げたり、気に喰わない者に決闘を申し込むなど血気盛んな性格。時折不審な行動を見せる。
ルイス・ガレゴ
演 - カルロ・アルバン、日本語吹替 - 寺井智之
登場：シーズン3,01 - 3,13
バスケ好きでアメリカかぶれの17歳の少年。通称“マクグレディ”。“McGrady”とはNBAヒューストン・ロケッツのトレーシー・マクグレディ選手の名前が由来である。3年前に車の窃盗により捕まり、SONAに入獄。 マイケルを慕い、様々な物資を調達する。
ジェームズ・ウィスラー（ゲイリー・ミラー）(James Whistler)
演 - クリス・ヴァンス、日本語吹替 - 森川智之
登場：シーズン3,01 - 4,01
パナマ市長の息子の殺害で収監、SONAの地下に身を隠す自称漁師の男。刑期は終身刑。カンパニーは彼を脱獄させたがっているが、その真意は不明。ソフィアを愛しており、彼女を欺くことに良心の呵責を覚える。
チェオ
演 - カーティス・ウェイン (Curtis Wayne)、日本語吹替 -
登場：シーズン3,01 - 3,06
ルチェロの手下。
パポ
演 - ダヴィ・ジェイ (Davi Jay)、日本語吹替 -
登場：シーズン3,01 - 3,07 (3,08)
ルチェロの手下。
ホワン・ニエベス
演 - マニー・ルビオ (Manny Rubio)、日本語吹替 - 金谷ヒデユキ
登場：シーズン3,01 - 3,04
ルチェロの手下。麻薬の売人。
ピスタチオ
演 - ジョー・ホルト (Joe Holt)、日本語吹替 -
登場：シーズン3,03
SONA内で散髪屋をしているオカマの囚人。
アンドリュー・ティグ
演 - ドミニク・キーティング、日本語吹替 -
登場：シーズン3,05 - 3,06
物語途中でSONAに収監された男。ウィスラーの過去を知っており…。
クリストパル
演 - レイ・ガイエゴス、日本語吹替 -
登場：シーズン3,08 - 3,10
物語途中でルチェロの手下としてサミーにスカウトされた囚人。
サンチョ
演 - ネイサン・カスタネダ (Nathan Castaneda)、日本語吹替 -
登場：シーズン4,01 - 4,02
ティーバッグと行動をともにする太った男。

### 刑務所関係者
エスカミージャ
演 - カルロス・コンピーン (Carlos Compean)、日本語吹替 -
登場：シーズン3,02 - 3,07
SONAの元指揮官。パナマ軍の大佐。食料や水を手配していた。
サバラ
演 - カスチュロ・ゲッラ、日本語吹替 -
登場：シーズン3,08 - 3,09
エスカミージャの後任でSONAの指揮官。パナマ軍の将軍。正義感の強い男。
メスタス
演 - フリオ・セディーヨ、日本語吹替 -
登場：シーズン3,09 - 3,13
サバラの後任でSONAの指揮官。パナマ軍の将軍。短気。
ウルタード
演 - アレックス・フェルナンデス、日本語吹替 -
登場：シーズン3,05 - 3,07
SONAの監視員。パナマ軍の軍人。気性が荒い。
ラファエル
演 - ジョセフ・メレンデス (Joseph Melendez)、日本語吹替 -
登場：シーズン3,05 - 3,13
SONAの監視員。パナマ軍の軍人。スクレに目をつけている。

## デイド刑務所

### 囚人
ダディ
演 - ロリ・ペティ、日本語吹替 - 摩利按世
登場：ファイナル・ブレイク前編・後編
女子棟の囚人。囚人の一部のメンバーを“家族”と称しそこの“夫”として統率している。サラに目をつける。
ワイフ
演 - サーフ・ブラッドショー、日本語吹替 -
登場：ファイナル・ブレイク前編・後編
女子棟の囚人。“家族”の“妻”。
アガサ
演 - アリシア・ラガノ、日本語吹替 -
登場：ファイナル・ブレイク前編・後編
女子棟の囚人。“家族”の“娘”の一人。サラの命を狙うが…。
スキッタルズ
演 - ドット・マリー・ジョーンズ、日本語吹替 -
登場：ファイナル・ブレイク前編・後編
女子棟の知的障害をもった囚人。怪力の持ち主。

### 刑務所関係者
シムズ
演 - エイミー・アキノ、日本語吹替 -
登場：ファイナル・ブレイク前編・後編
デイド刑務所所長。
カウラー
演 - アイシャ・ハインズ、日本語吹替 -
登場：ファイナル・ブレイク前編・後編
女子棟の黒人看守。レズビアンの気がある。

## オギュギア刑務所

### 囚人
ウィップ
演 - オーガスタス・プリュー、日本語吹替 - 森宮隆
登場：シーズン5
マイケルと同房。本名は「デイビッド・マーティン」。本人も知らなかったが実はティーバッグの息子。
ジャ
演 - リック・ユーン、日本語吹替 - 森田了介
登場：シーズン5,02 - 5,07
マイケルと同房。韓国人。フレディマーキュリーの熱狂的コレクターでソウルの家は彼を祀る神殿。フレディの遺骨を買ったと本人は言っている。ドラッグの禁断症状持ちであるが、禁断症状が出てない時は至って紳士。
シド
演 - クナル・シャーマ (Kunal Sharma)、日本語吹替 - 近松孝丞
登場：シーズン5,02 - 5,06
マイケルと同房。同性愛者。懲役20年。
光の首長の息子。
アブ・ラマール
演 - ヌーマン・アジャル、日本語吹替 - 中田譲治
登場：シーズン5,02 - 5,04
イエメンの過激派組織「アイシル」のリーダー。5年前に収監される。ラマダンのため独房から出され、カニエルアーティスと対峙する。
クロス
演 - TJ・ラミーニ、日本語吹替 -
登場：シーズン5,03 - 5,04
以前マイケルに脱獄に誘われた男。
兄弟がいる。元軍人でクリスチャン

### 刑務所関係者
ムスタファー
演 - ボビー・ナデリ (Bobby Naderi)、日本語吹替 -
登場：シーズン5,01 - 5,04
看守。
ザカート
演 - マイケル・ベンヤー、日本語吹替 -
登場：シーズン5,02 - 5,04
看守。

## 一般人

### 協力者
ベロニカ・ドノバン
演 - ロビン・タニー、日本語吹替 - 加藤優子
登場：シーズン1,01 - 2,01
リンカーンの高校時代の恋人。本来の彼女は弁護士だが、リンカーンの無実を証明するため奔走する。マイケルら兄弟とは幼馴染で、かつて父親から暴力を受けていた頃リンカーンに助けられた過去がある。
ニック・サブリン
演 - フランク・グリロ、日本語吹替 - 星野貴紀
登場：シーズン1,04 - 1,22
プロジェクト・ジャスティス（冤罪者を解放する組織）で活動する弁護士。実の父親が冤罪で服役するという経験を持つため、冤罪者を救いたいという強い情熱を持つ。個人的にベロニカに協力を申し出、行動を共にする。
リンカーン・バローズ Jr
演 - マーシャル・オールマン、日本語吹替 - 井上剛
登場：シーズン1,01 - 4,01
リンカーンの息子で、マイケルの甥にあたる。成績優秀だったがリンカーンが捕まったことで一変。母親とその再婚者と暮らしているが、その関係はぎくしゃくしていてしょっちゅう問題を起こしている。
ニカ・ヴォレク
演 - ホリー・ヴァランス、日本語吹替 - 津川祝子
登場：シーズン1,10 - 2,04
マイケルの妻。プラハ出身のストリッパー。マイケルの脱獄計画のサポートと引き換えに、永住権を得るため偽装結婚した。
ソフィア・ルーゴ
演 - ダナイ・ガルシア、日本語吹替 - 竹田まどか
登場：シーズン3,01 - 4.22
ウィスラーの恋人で、彼とは学生時代からの長い付き合い。愛する者の為に努力を惜しまない健気かつ気丈な女性。当初はリンカーンと衝突をするも、その後ウィスラー脱獄のために手を貸す。
アルフォンソ・ガレゴ
演 - グスタボ・メラド (Gustavo Mellado)、日本語吹替 - 間宮康弘
登場：シーズン3,08 - 3,13
マクグレディの父。真面目で子煩悩な男で、息子の脱獄に手を貸す。
ローランド・グレン
演 - ジェームズ・ヒロユキ・リャオ、日本語吹替 - 杉山大
登場：シーズン4,02 - 4,08
マイケルたちに協力するコンピュータハッカー。浮ついた態度をとるがその天才的とも呼べるハッキング能力は政府も危惧するほど。マイケルらと同じく、懲役免除を代償としセルフに協力している。
シバ
演 - インバー・ラヴィ、日本語吹替 - 種市桃子
登場：シーズン5
イエメンの活動家。
ジャミル
演 - ファラン・タヒール、日本語吹替 -
登場：シーズン5,02 / 5,04 - 5,05
シバの父。政府の一員。
ヘザー
演 - クリスタル・バリント (Crystal Balint)、日本語吹替 -
登場：シーズン5,02 / 5,05 / 5,07
サラの友人。
ムハンマド・アルトゥニス
演 - ワリード・ズエイター、日本語吹替 -
登場：シーズン5,02 - 5,03
シドの父。電気局の局長。
ブルー・ハワイ
演 - ダンカン・オラレンショウ (Duncan Ollerenshaw)、日本語吹替 - 天田益男
登場：シーズン5,06 / 5,09
マイケルがコロンビアの刑務所から脱獄させた男。

### 出会う人々
マリクルーズ・デルガド
演 - カミーユ・グアティ、日本語吹替 - ちふゆ
登場：シーズン1,01 - 2,19
スクレの恋人。スクレの子供を妊娠しているが、その心は次第に揺らぎ始める。
リサ・リックス
演 - ジェサリン・ギルシグ、日本語吹替 - 麻生侑里
登場：シーズン1,01 - 1,08
リンカーンの元妻、LJの母。エイドリアンという男と再婚。
セバスチャン・バルフォー
演 - アンソニー・スターク、日本語吹替 -
登場：シーズン1,01 - 1,10
ベロニカの婚約者。ろくに取り合わぬ彼女に痺れを切らす。
ルティシア・バリス
演 - アディーナ・ポーター、日本語吹替 -
登場：シーズン1,02 - 1,03
リンカーンの無実を証明できる人物と思われていた男クラブ・シモンズのガールフレンド。ベロニカに協力を申し出るが･･･。
フィリー・ファルゾーニ
演 - アル・サピエンザ、日本語吹替 -
登場：シーズン1,02 - 1,10
アブルッチの仲間のマフィアの大物。彼と同様、フィバナッチ捜索に執念を燃やす。
ヘクター・アビラ
演 - カート・ケイサーズ、日本語吹替 -
登場：シーズン1,02 - 2,10
スクレの従兄弟。マリクルーズの心を奪おうと企み、スクレが強盗をした際には警察に電話していた。
オットー・フィバナッチ
演 - ロデリック・ピープルズ、日本語吹替 -
登場：シーズン1,10
アブルッチファミリーの経営する会社で働いていた男。アブルッチによる処刑の現場を目撃し、通報する。
ケイシー・フランクリン
演 - シンシア・ケイ・マクウィリアムズ、日本語吹替 -
登場：シーズン1,13 - 2,20
シーノートの妻。夫はイラク戦争に行っていると思っている。
ディディ・フランクリン
演 - ヘレナ・クレボーン (Helena Klevorn)、日本語吹替 -
登場：シーズン1,13 - 2,20
シーノートの娘。多発性嚢胞腎を患っている。
スーザン・ホランダー
演 - K・K・ドッドス、日本語吹替 - 橘凜
登場：シーズン1,16 - 2,17
早くに夫を亡くし息子ザックと娘グレイシーを女手ひとつで育てる。三年前ティーバッグと交際していたが･･･。
マーヴィン・グダット
演 - ランジット・チョウドリー、日本語吹替 -
登場：シーズン2,01 - 2,02
ティーバッグの左手の縫合手術をすることになった獣医。
デブラ・ジーン・ベル
演 - クリスティン・マルコ、日本語吹替 -
登場：シーズン2,02 - 2,07
トゥイーナーが脱獄後に出会った女学生。
ピーティ・コルデロ
演 - モーリス・リプケ (Maurice Ripke)、日本語吹替 -
登場：シーズン2,03 - 2,08
スクレの従兄弟。
シルビア・アブルッチ
演 - ダニエル・ディベチオ (Danielle Di Vecchio)、日本語吹替 -
登場：シーズン2,04
アブルッチの妻。息子と娘を持つ。
テレサ・デルガド
演 - レイチェル・ロエラ (Rachel Loera)、日本語吹替 - 若原美紀
登場：シーズン2,05 - 4,01
妹想いなマリクルーズの姉。
ジャネット・オーウェンス
演 - ダイアナ・スカーウィッド、日本語吹替 -
登場：シーズン2,06 - 2,08
ダブルK農場の新興住宅街の一画にある家の家主。この家の下に500万ドルの大金が眠っているらしいが･･･。
アン・オーウェンス
演 - アレクサンドラ・ライドン、日本語吹替 -
登場：シーズン2,06 - 2,08
ジャネットの娘で婦人警官。妊娠している。スクレのことを善人だと思い説得する。
パメラ・マホーン
演 - キャリー・ソーン、日本語吹替 - 葛城七穂
登場：シーズン2,09 - 4,09
元FBIでアレクサンダー・マホーンの元妻。離婚して長らく経った今でも彼のことを忘れられないでいる。息子の名はキャメロン。
デニス
演 - シルヴァ・ケルジアン、日本語吹替 -
登場：シーズン2,13
ホランダー一家の移転先住所を知るためにティーバッグが目をつけた郵便局員の女性。
サーシャ
演 - ケイリー・クオコ、日本語吹替 -
登場：シーズン2,15 - 2,16
ヘイワイヤーが逃亡中に出会った女性。酒浸りの父親がいる。
クリスティン・ペイス
演 - ティナ・ホームズ、日本語吹替 - 加藤沙織
登場：シーズン2,18 - 2,21
ケラーマンの妹。彼とは十五年間音信不通だった。
メアリー・フランシス
演 - クリスタル・マンテコン (Crystal Mantecon)、日本語吹替 -
登場：シーズン3,01 - 4,01
SONAに出入りして、ルチェロと会っている娼婦。ティーバッグに庇ってもらったことを機に彼に惹かれるようになる。
オーグスト
演 - F.J.リオ (F.J. Rio)、日本語吹替 -
登場：シーズン3,03 - 3,09
ルチェロの従兄弟。サミーに葉巻や麻薬などを密かに送っている。
グレゴリー・ホワイト
演 - マイケル・ブライアン・フレンチ、日本語吹替 - 原田晃
登場：シーズン4,03 - 4,12
GATE社社長。
アンドリュー・ブラウナー
演 - デミオン・クラーク、日本語吹替 -
登場：シーズン4,04 - 4,08
GATE社の社員。コール・ファイファーの素行に疑問を持つ。
リタ・モーガン
演 - ヘザー・マコウム、日本語吹替 -
登場：シーズン4,06 - 4,15
グレッチェンの姉。彼女の娘・エミリーの親権を譲り受ける。
エミリー・モーガン
演 - レーガン・リチャーデル (Regan Licciardello)、日本語吹替 -
登場：シーズン4,06 - 4,15
グレッチェンの実の娘。
ナヴィーン・バナルジー
演 - アンソニー・エイジジ、日本語吹替 -
登場：シーズン4,18 - 4,19
インドの首相の息子。太陽光を使った兵器に関心を持っている。
ルカ・アブルッチ
演 - レオ・ラノ (Leo Rano)、日本語吹替 -
登場：シーズン5,01 / 5,08 - 5,09
ジョン・アブルッチの息子。薬の密輸をしている。
ウィットコム
演 - デビッド・フランコ (David Franco)、日本語吹替 -
登場：シーズン5,01
博士。ティーバッグに義手を取り付ける。
サイード
演 - シャズ・モシン (Shaz Mohsin)、日本語吹替 -
登場：シーズン5,01 / 5,08
シーノートの仲間。
オマール
演 - アキン・ガズィ、日本語吹替 -
登場：シーズン5,01 / 5,03 / 5,06
シバが信頼している男。
イブラヒム
演 - ブライアン・ジョージ、日本語吹替 -
登場：シーズン5,04
判事。ジャミルの同級生。
アンドリュー・ネルソン
演 - デヴィン・マッケンジー (Devin Mackenzie)、日本語吹替 - 吉野貴大
登場：シーズン5,05 / 5,08 - 5,09
イサカ大学の生徒。実はジェイコブの仲間。
キーナン
演 - ディーン・エイルスワース (Dean Aylesworth)、日本語吹替 -
登場：シーズン5,05
ホイットニーハイツ署の刑事。
トリシア
演 - (Tasya Teles)、日本語吹替 -
登場：シーズン5,06
アメリカ国家安全保障局 (NSA) の職員。
ヴィンセント
演 - ライアン・サンズ、日本語吹替 -
登場：シーズン5,07
特殊部隊。
バラード
演 - マイケル・パトリック・デニス (Michael Patrick Denis)、日本語吹替 -
登場：シーズン5,09
医師。リンカーンの担当医。

## 犯罪者及び過激派
オスカー・シェールズ
演 - ジミー・ダニエルズ (Jimmy Daniels)、日本語吹替 -
登場：シーズン2,03 / 2,07 / 3,08
連続強姦殺人犯。マホーンに殺害され庭に埋められる。
キュクロプス
演 - アミン・エル・ガマル (Amin El Gamal)、日本語吹替 - 山本高広
登場：シーズン5,02 - 5,03 / 5,05 - 5,06
過激派組織「アイシル」のメンバー。シバの知り合い。右目は義眼。
ヤッセル
演 -  (Lee Majdoub)、日本語吹替 -
登場：シーズン5,02 / 5,05 - 5,06
過激派組織「アイシル」のメンバー。